# 利齒狐蝠屬
利齒狐蝠屬（Acerodon）是狐蝠科下的一屬蝙蝠。

## 下属物种
本属包括以下物种：
- 西里伯斯利齒狐蝠 Acerodon celebensis (Peters, 1867)
- 塔勞利齒狐蝠 Acerodon humilis K.Andersen, 1909
- 鬃毛利齒狐蝠 Acerodon jubatus (Eschscholtz, 1831)
- 神女利齒狐蝠 Acerodon leucotis (Sanborn, 1950)
- 利齒狐蝠 Acerodon lucifer
- 小巽他利齒狐蝠 Acerodon macklotii (Temminck, 1837)

## 保育狀況
除被列入附录Ⅰ的所有种，其他种均被列為《瀕危野生動植物種國際貿易公約》附錄二的物種，被限制出口及貿易。